# João Lourenço (fodboldspiller)
João de Matos Moura Lourenço (født 8. april 1942 i Alcobaça, Portugal) er en tidligere portugisisk fodboldspiller (angriber).
Lourenço spillede på klubplan hos GC Alcobaça, Académica og Sporting Lissabon. Hos Sporting var han med til at vinde to portugisiske mesterskaber og én pokaltitel.
Lourenço opnåede aldrig at repræsentere Portugals landshold. Han blev alligevel udtaget som reserve til det portugisiske hold, der vandt bronze ved VM i 1966 i England.

## Titler
Primeira Liga
- 1966 og 1970 med Sporting Lissabon

Taça de Portugal
- 1971 med Sporting Lissabon